# Patrick Costello (político)

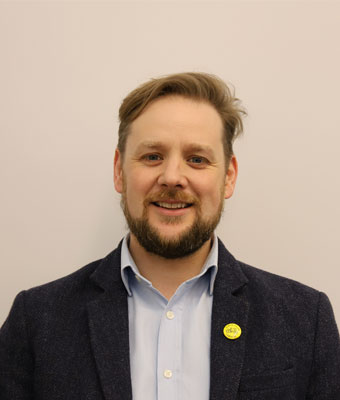
Patrick Costello em 2020

Patrick Costello (nascido em 21 de maio de 1980) é um político irlandês do Partido dos Verdes que tem sido Teachta Dála (TD) pelo distrito central-sul de Dublin desde as eleições gerais de 2020.

## Carreira política
Antes da sua eleição para o Dáil Éireann, ele foi membro do Conselho Municipal de Dublin para a área eleitoral local de Kimmage - Rathmines após ter sido eleito nas eleições locais de 2014.

## Vida pessoal
A sua parceira é Hazel Chu, presidente do Partido Verde e actual Lord Mayor de Dublin.